# Lowell (Maine)
Pour les articles homonymes, voir Lowell.
Lowell est une ville américaine située dans le Comté de Penobscot, dans le Maine. Selon le recensement de 2010, sa population est de 358 habitants.